# Nicolaas de Castro
Pour les articles homonymes, voir Castro.
Nicolaas de Castro ou Nicolaas van der Borcht est un évêque catholique des Pays-Bas espagnols , né vers 1503 et mort à Middelbourg le 4 mai 1573. Il fut le premier évêque du diocèse de Middelbourg.